# Reece Styche
Reece Styche (Sutton Coldfield, 3 maggio 1989) è un calciatore gibilterriano, attaccante del Telford Utd.

## Carriera
Dopo aver fatto una presenza con la nazionale "C" dell'Inghilterra, il 1º marzo 2014 ha esordito con la nazionale gibilterriana nella sconfitta casalinga per 1-4 contro le Fær Øer.

## Statistiche

### Cronologia presenze e reti in nazionale
| Cronologia completa delle presenze e delle reti in nazionale ― Gibilterra | Cronologia completa delle presenze e delle reti in nazionale ― Gibilterra | Cronologia completa delle presenze e delle reti in nazionale ― Gibilterra | Cronologia completa delle presenze e delle reti in nazionale ― Gibilterra | Cronologia completa delle presenze e delle reti in nazionale ― Gibilterra | Cronologia completa delle presenze e delle reti in nazionale ― Gibilterra | Cronologia completa delle presenze e delle reti in nazionale ― Gibilterra | Cronologia completa delle presenze e delle reti in nazionale ― Gibilterra |
| Data                                                                      | Città                                                                     | In casa                                                                   | Risultato                                                                 | Ospiti                                                                    | Competizione                                                              | Reti                                                                      | Note                                                                      |
| ------------------------------------------------------------------------- | ------------------------------------------------------------------------- | ------------------------------------------------------------------------- | ------------------------------------------------------------------------- | ------------------------------------------------------------------------- | ------------------------------------------------------------------------- | ------------------------------------------------------------------------- | ------------------------------------------------------------------------- |
| 1-3-2014                                                                  | Gibilterra                                                                | Gibilterra                                                                | 1 – 4                                                                     | Fær Øer                                                                   | Amichevole                                                                | -                                                                         | 71’                                                                       |
| 6-9-2018                                                                  | Gibilterra                                                                | Gibilterra                                                                | 0 – 2                                                                     | Macedonia                                                                 | UEFA Nations League 2018-2019 - 1º turno                                  | -                                                                         | 80’                                                                       |
| 9-9-2018                                                                  | Vaduz                                                                     | Liechtenstein                                                             | 2 – 0                                                                     | Gibilterra                                                                | UEFA Nations League 2018-2019 - 1º turno                                  | -                                                                         | 71’ 84’                                                                   |
| 13-10-2018                                                                | Erevan                                                                    | Armenia                                                                   | 0 – 1                                                                     | Gibilterra                                                                | UEFA Nations League 2018-2019 - 1º turno                                  | -                                                                         | 70’ 90+3’                                                                 |
| 26-3-2019                                                                 | Gibilterra                                                                | Gibilterra                                                                | 0 – 1                                                                     | Estonia                                                                   | Amichevole                                                                | -                                                                         | 63’                                                                       |
| 15-11-2019                                                                | Copenaghen                                                                | Danimarca                                                                 | 6 – 0                                                                     | Gibilterra                                                                | Qual. Euro 2020                                                           | -                                                                         | 72’                                                                       |
| 18-11-2019                                                                | Gibilterra                                                                | Gibilterra                                                                | 1 – 6                                                                     | Svizzera                                                                  | Qual. Euro 2020                                                           | 1                                                                         | 61’ 90+2’                                                                 |
| 7-10-2020                                                                 | Ta' Qali                                                                  | Malta                                                                     | 2 – 0                                                                     | Gibilterra                                                                | Amichevole                                                                | -                                                                         | 50’                                                                       |
| 10-10-2020                                                                | Vaduz                                                                     | Liechtenstein                                                             | 0 – 1                                                                     | Gibilterra                                                                | UEFA Nations League 2020-2021 - 1º turno                                  | -                                                                         | 72’                                                                       |
| 11-11-2020                                                                | Sofia                                                                     | Bulgaria                                                                  | 3 – 0                                                                     | Gibilterra                                                                | Amichevole                                                                | -                                                                         | 50’                                                                       |
| 14-11-2020                                                                | Serravalle                                                                | San Marino                                                                | 0 – 0                                                                     | Gibilterra                                                                | UEFA Nations League 2020-2021 - 1º turno                                  | -                                                                         |                                                                           |
| 17-11-2020                                                                | Gibilterra                                                                | Gibilterra                                                                | 1 – 1                                                                     | Liechtenstein                                                             | UEFA Nations League 2020-2021 - 1º turno                                  | -                                                                         | 90+1’                                                                     |
| 27-3-2021                                                                 | Podgorica                                                                 | Montenegro                                                                | 4 – 1                                                                     | Gibilterra                                                                | Qual. Mondiali 2022                                                       | 1                                                                         | 65’                                                                       |
| 7-6-2021                                                                  | Andorra la Vella                                                          | Andorra                                                                   | 0 – 0                                                                     | Gibilterra                                                                | Amichevole                                                                | -                                                                         | 80’                                                                       |
| 1-9-2021                                                                  | Riga                                                                      | Lettonia                                                                  | 3 – 1                                                                     | Gibilterra                                                                | Qual. Mondiali 2022                                                       | -                                                                         | 90’                                                                       |
| 4-9-2021                                                                  | Gibilterra                                                                | Gibilterra                                                                | 0 – 3                                                                     | Turchia                                                                   | Qual. Mondiali 2022                                                       | -                                                                         | 73’                                                                       |
| 7-9-2021                                                                  | Oslo                                                                      | Norvegia                                                                  | 5 – 1                                                                     | Gibilterra                                                                | Qual. Mondiali 2022                                                       | 1                                                                         | 80’                                                                       |
| 8-10-2021                                                                 | Gibilterra                                                                | Gibilterra                                                                | 0 – 3                                                                     | Montenegro                                                                | Qual. Mondiali 2022                                                       | -                                                                         | 62’                                                                       |
| 11-10-2021                                                                | Rotterdam                                                                 | Paesi Bassi                                                               | 6 – 0                                                                     | Gibilterra                                                                | Qual. Mondiali 2022                                                       | -                                                                         | 62’                                                                       |
| 13-11-2021                                                                | Istanbul                                                                  | Turchia                                                                   | 6 – 0                                                                     | Gibilterra                                                                | Qual. Mondiali 2022                                                       | -                                                                         | 59’                                                                       |
| 16-11-2021                                                                | Gibilterra                                                                | Gibilterra                                                                | 1 – 3                                                                     | Lettonia                                                                  | Qual. Mondiali 2022                                                       | -                                                                         | 76’                                                                       |
| 23-3-2022                                                                 | Gibilterra                                                                | Gibilterra                                                                | 0 – 0                                                                     | Grenada                                                                   | Amichevole                                                                | -                                                                         | 62’                                                                       |
| 26-3-2022                                                                 | Gibilterra                                                                | Gibilterra                                                                | 0 – 0                                                                     | Fær Øer                                                                   | Amichevole                                                                | -                                                                         | 60’                                                                       |
| 2-6-2022                                                                  | Tbilisi                                                                   | Georgia                                                                   | 4 – 0                                                                     | Gibilterra                                                                | UEFA Nations League 2022-2023 - 1º turno                                  | -                                                                         | 46’                                                                       |
| 5-6-2022                                                                  | Gibilterra                                                                | Gibilterra                                                                | 0 – 2                                                                     | Macedonia del Nord                                                        | UEFA Nations League 2022-2023 - 1º turno                                  | -                                                                         | 65’                                                                       |
| 9-6-2022                                                                  | Gibilterra                                                                | Gibilterra                                                                | 1 – 1                                                                     | Bulgaria                                                                  | UEFA Nations League 2022-2023 - 1º turno                                  | -                                                                         | 75’                                                                       |
| 12-6-2022                                                                 | Skopje                                                                    | Macedonia del Nord                                                        | 4 – 0                                                                     | Gibilterra                                                                | UEFA Nations League 2022-2023 - 1º turno                                  | -                                                                         | 59’                                                                       |
| 23-9-2022                                                                 | Razgrad                                                                   | Bulgaria                                                                  | 5 – 1                                                                     | Gibilterra                                                                | UEFA Nations League 2022-2023 - 1º turno                                  | -                                                                         | 63’                                                                       |
| 26-9-2022                                                                 | Gibilterra                                                                | Gibilterra                                                                | 1 – 2                                                                     | Georgia                                                                   | UEFA Nations League 2022-2023 - 1º turno                                  | -                                                                         | 63’                                                                       |
| 16-11-2022                                                                | Gibilterra                                                                | Gibilterra                                                                | 2 – 0                                                                     | Liechtenstein                                                             | Amichevole                                                                | -                                                                         | 71’                                                                       |
| 24-3-2023                                                                 | Faro                                                                      | Gibilterra                                                                | 0 – 3                                                                     | Grecia                                                                    | Qual. Euro 2024                                                           | -                                                                         | 85’                                                                       |
| Totale                                                                    |                                                                           | Presenze                                                                  | 31                                                                        |                                                                           | Reti                                                                      | 3                                                                         |                                                                           |